# Ганна Бінке
Ганна Бінке, також Ганна Геппнер (нім. Hanna Binke; нар. 17 березня 1999, Берлін, Німеччина) — німецька акторка. Лауреатка німецької дитячої премії «Білий слон» (2013).

## Життєпис
Ганна Бінке народилася 17 березня 1999 року в місті Берліні.
Агентство зв'язалося з Ганною Бінке, коли їй було 9 років. Знімалася в кількох телевізійних фільмах і серіалах, а також у рекламних роликах. Після невеликої ролі у фільмі «Крігерін», Бінке зіграла свою першу головну роль у фільмі Каті фон Гарньє «Східний вітер» 2013 році. На Мюнхенському кінофестивалі 2013 року вона отримала дитячу премію «Білий слон» як найкраща молода акторка цього фільму.
Вона також зіграла головну роль у сиквелах «Східний вітер 2», «Східний вітер 3: Спадщина Ори», «Східний вітер 4: Легенда про воїна», «Східний вітер 5: Великий ураган».

## Фільмографія
| Рік  | Українська назва                   | Оригінальна назва                           | Роль                     |
| ---- | ---------------------------------- | ------------------------------------------- | ------------------------ |
| 2009 |                                    | SOKO Wismar                                 |                          |
| 2011 |                                    | Die geerbte Familie                         |                          |
| 2011 |                                    | Das Traumhotel — Malediven                  |                          |
| 2011 |                                    | Kriegerin                                   |                          |
| 2011 |                                    | Carl & Bertha                               |                          |
| 2012 |                                    | Engel der Gerechtigkeit — Brüder fürs Leben |                          |
| 2013 |                                    | Nur mit euch                                |                          |
| 2013 | Східний вітер                      | Ostwind                                     | Міка Шварц, головна роль |
| 2013 |                                    | Robin Hood und ich                          |                          |
| 2015 | Східний вітер 2                    | Ostwind 2                                   | Міка Шварц, головна роль |
| 2017 |                                    | Frühling — Zu früh geträumt                 |                          |
| 2017 | Східний вітер 3: Спадщина Ори      | Ostwind — Aufbruch nach Ora                 | Міка Шварц, головна роль |
| 2019 | Східний вітер 4: Легенда про воїна | Ostwind — Aris Ankunft                      | Міка Шварц, головна роль |
| 2019 |                                    | Polizeiruf 110 — Dunkler Zwilling           |                          |
| 2021 | Східний вітер 5: Великий ураган    | Ostwind — Der große Orkan                   | Міка Шварц, головна роль |
| 2021 |                                    | Helen Dorn — Wer Gewalt sät                 |                          |
| 2022 |                                    | Frühling — Alte Liebe, neue Liebe           |                          |

## Визнання
| Нагороди та номінації Ганни Бінке | Нагороди та номінації Ганни Бінке | Нагороди та номінації Ганни Бінке | Нагороди та номінації Ганни Бінке |
| Рік                               | Категорія                         | Фільм                             | Результат                         |
| --------------------------------- | --------------------------------- | --------------------------------- | --------------------------------- |
| Премія «Білий слон»               |                                   |                                   |                                   |
| 2013                              | Найкраща молода акторка           | Східний вітер                     | Перемога                          |
| Премія «Юпітер»                   |                                   |                                   |                                   |
| 2016                              | Найкраща акторка                  | Східний вітер 2                   | Номінація                         |